# Élection présidentielle togolaise de 1979
L'élection présidentielle togolaise de 1979 a lieu au Togo le 30 décembre 1979. L'élection, organisée en même temps qu'un référendum et des législatives, est la première dans le pays depuis le coup d'état de Gnassingbé Eyadéma en 1967. Ce dernier s'était vu confirmé à la présidence lors d'un plébiscite en 1972. Les trois scrutins de 1979 voient la victoire sans opposition d'Eyadéma, dont le  Rassemblement du peuple togolais est érigé en parti unique. Avec 100 % des suffrages pour une participation de 99,45 %, il est élu pour un mandat de sept ans,.

## Résultats
| Candidat                  | Candidat                  | Parti                     | Voix      | %     |  |
| ------------------------- | ------------------------- | ------------------------- | --------- | ----- |  |
|                           | Gnassingbé Eyadéma        | RPT                       | 1 296 584 | 100   |  |
|                           |                           |                           |           |       |  |
| Votes valides             | Votes valides             | Votes valides             | 1 296 584 | 99,98 |  |
| Votes blancs et invalides | Votes blancs et invalides | Votes blancs et invalides | 267       | 0,02  |  |
| Total                     | Total                     | Total                     | 1 296 851 | 100   |  |
| Abstention                | Abstention                | Abstention                | 7 119     | 0,55  |  |
| Inscrits / participation  | Inscrits / participation  | Inscrits / participation  | 1 303 970 | 99,45 |  |